# Barocktheater

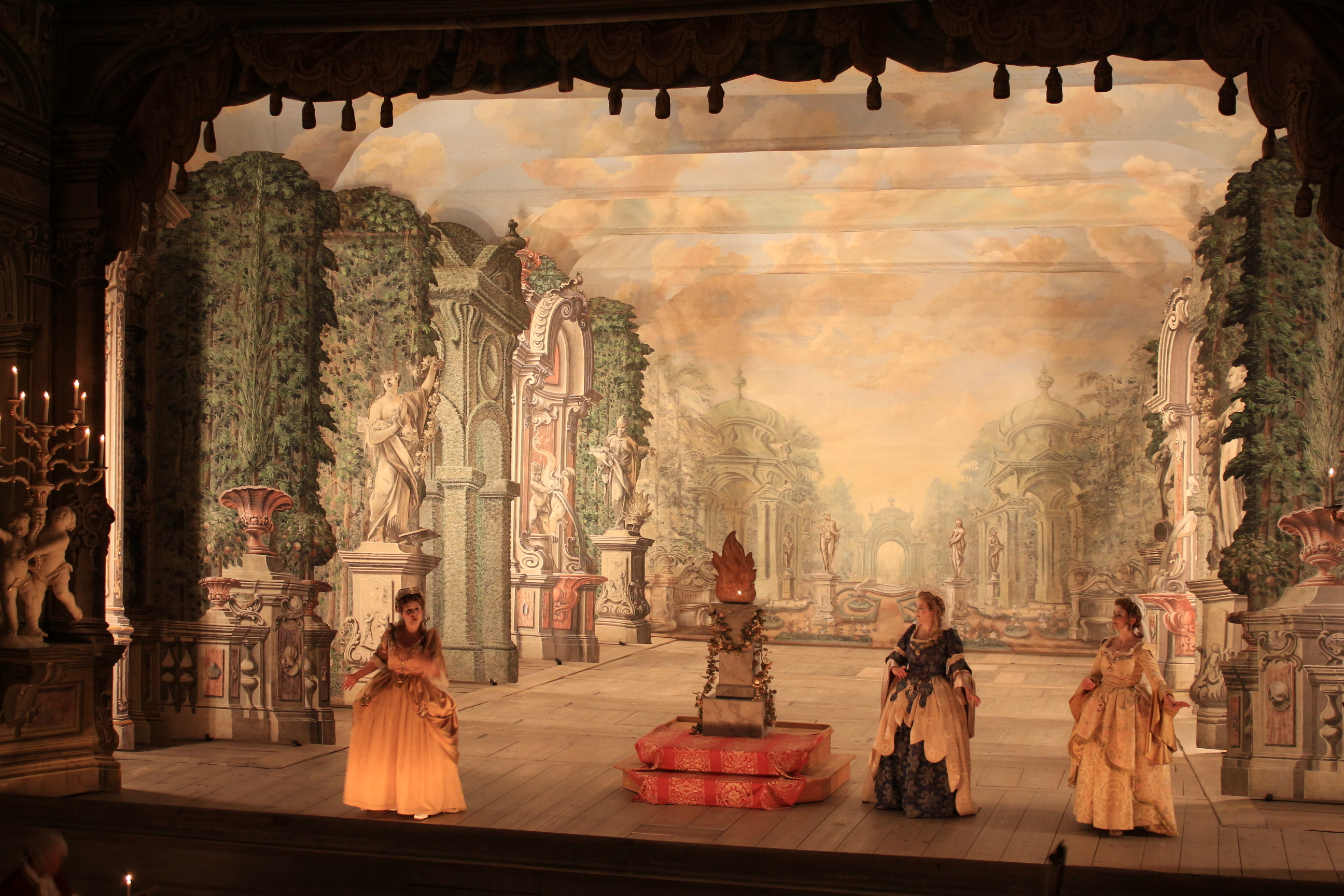
Barocktheater im Schloss Český Krumlov. Aufführung einer Oper von Antonio Caldara

Im Barocktheater bildete sich der noch heute prototypische Aufbau von Bühne, Zuschauerraum und Theatergebäude heraus. Es ist eng verbunden mit dem Repräsentationsbedürfnis des europäischen Hofstaats, zeichnet sich durch eine scharfe Trennung zwischen Tragödie und Komödie aus und bevorzugt mythologische oder historische Stoffe aus der Antike.  Die Illusion der Tiefe war das zentrale Element der Technik hinter den Aufführungen. Darüber hinaus wurde der möglichst schnelle und reibungslose Wechsel zwischen vielen verschiedenen Bühnenbildern/Schauplätzen des Dramas zu einem zentralen Bestandteil der Theatertechnik. Im Gegensatz zu den antiken Dramen, welche die Theater der Renaissance bestimmt hatten, verlangte das Barocktheater – und insbesondere auch die entstehende Oper – oft nach einer bunten Vielfalt an Schauplätzen, die mit prächtigen Bühnendekorationen dargestellt werden sollten.
Das Freilufttheater ist eine Theateranlage bei der sich Zuschauerraum und Bühne unter freiem Himmel befinden. Von der europäischen Antike bis zum Mittelalter fand Theaterspiel grundsätzlich im Freien statt. Bei einigen Schlossanlagen des Barocks haben sich bis heute speziell als solche Spielorte angelegten Natur-Theater mit Hecken als Seitenkulissen erhalten (Hannover, Schwetzingen).
Ausgehend von Italien und gefördert durch die zunehmende Popularität der Oper breitete sich das Barocktheater seit dem 17. Jahrhundert in ganz Europa aus. Die französische Klassik bereicherte es mit Schauspielen und Balletten. Das Hoftheater hatte politische und gesellschaftliche Bedeutung: Die Auftritte der Schauspieler auf der Bühne entsprachen den öffentlichen Auftritten der Adligen. Sie wurden auch als Ballsaal genutzt.

## Theaterbau
Im Spätmittelalter herrschte die oft im Freien befindliche Simultanbühne mit nebeneinander stehenden Kulissenbauten vor, von der die Terenz- oder Winkelrahmenbühne des 16. Jahrhunderts noch geprägt war. In der Renaissance griff der Theaterbau auf antike Vorbilder mit Proszenium (fassadenartiger Bühnenfront), Scenae frons (fassadenartiger Schaufront an der Bühnenrückseite) und ansteigendem, halbkreisförmigen Zuschauerraum zurück.
Im Barock entstand die „Guckkastenbühne“ mit Vorbühne, einem durch den Bühnenvorhang verschließbaren Proszenium und einer tiefen Hauptbühne, die durch einschiebbare, in der Tiefe gestaffelte und perspektivisch bemalte Kulissen und den ebenfalls bemalten Prospekt (Bühnenhintergrund) wechselnde Szenen mit (durch Malerei verstärkter) illusionistischer, stark räumlicher Wirkung ermöglichte. Hinzu kam die Entwicklung der aufwändigen Bühnenmaschinerie zum schnellen Wechsel der Kulissen („offene Verwandlung“) und zur Erzielung dramatischer Effekte durch die versteckt arbeitende Bühnentechnik.
Der Zuschauerraum des Barocktheaters gewann ebenfalls an Tiefe. Der halbrunde Raum der Antike und des Renaissancetheaters wurde zur Hufeisenform gestreckt, die ansteigenden Sitze durch das ebene Parkett – anfangs nur mit Stehplätzen – ersetzt, dessen Begrenzung das Logenhaus mit übereinander befindlichen Rängen für gesellschaftlich hochstehende Besucher bildete.

## Theaterbauten aus dieser Epoche
Es sind noch einige historische Theater oder Opernhäuser aus dem 18. Jahrhundert erhalten, die sich mit dem Prädikat „Barocktheater“ schmücken, oder als solche allgemein bekannt sind. Genaugenommen wurden die meisten aber entweder später umgestaltet oder überholt (z. T. mehrmals), oder sind von vornherein bereits in einer der nachfolgenden Stilepochen, also dem Rokoko oder dem Klassizismus, entstanden. Die meisten sind also in ihrer heutigen Form stilistisch dem Klassizismus zuzuordnen. Trotzdem folgt hier eine Auswahl bedeutender historischer Theater, die in ihrer Grundform und Ausstattung noch der barocken Tradition angehören.
(Auswahl, alphabetisch nach Orten)
- Opernhaus Bayreuth, 1748 erbaut von Joseph Saint-Pierre (seit 2012 Weltkulturerbe)
- Schlosstheater Celle
- Schlosstheater Český Krumlov (Böhmen, Tschechien) mit original erhaltener Bühnenmaschinerie, 1682 erbaut, 1766 in die heutige Form umgebaut
- Schlosstheater von Schloss Drottningholm (Schweden) mit original erhaltener Bühnenmaschinerie
- Markgrafentheater Erlangen, 1719/44 erbaut, ältestes bespieltes Barocktheater Süddeutschlands
- Schlosstheater von Gotha (1683) – das Ekhof-Theater als ältestes vollständig erhaltenes Schlosstheater der Welt mit originaler barocker Bühnenmaschinerie.
- Stadttheater Koblenz, 1787 erbaut von Peter Joseph Krahe

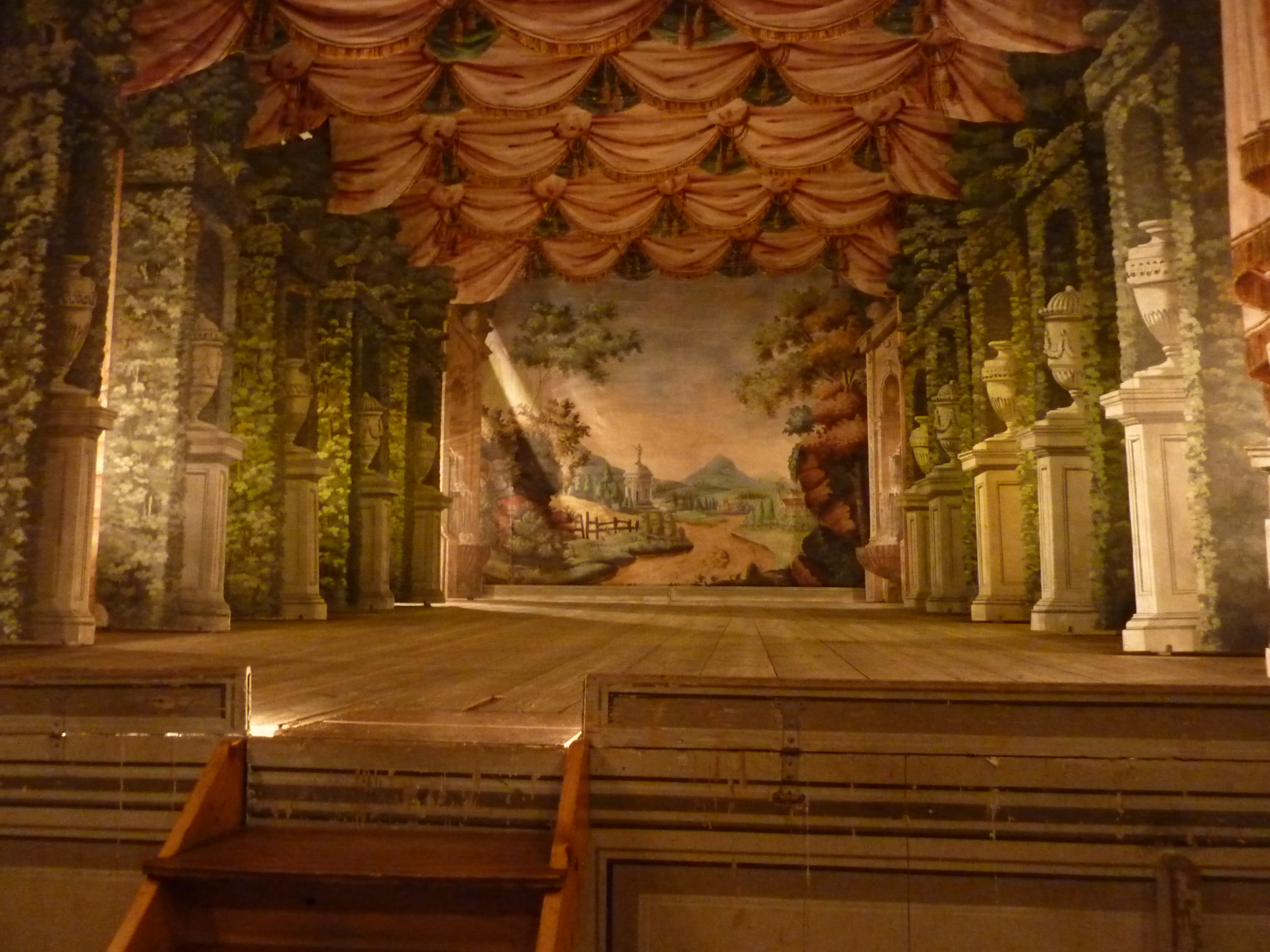
Bühne des Schlosstheaters im Schloss Litomyšl

- Schlosstheater Ludwigsburg als Komödienhaus unter Herzog Eberhard Ludwig ab 1758 von Philippe de La Guêpière errichtet. Ab 1840 verfiel Ludwigsburg baulich in einen Dornröschenschlaf.
- Schlosstheater im Schloss Litomyšl (erbaut 1797, gut erhalten, bespielt)
- Schlosstheater im Neuen Palais in Potsdam, unter Friedrich II. im Südflügel 1766–1768 von Johann Christian Hoppenhaupt d. J. in Form eines antiken Amphitheaters mit 226 Plätzen entworfen und gebaut (Rokokotheater).
- Schlosstheater Schönbrunn, unter Kaiserin Maria Theresia von Nikolaus Pacassi, 1747 eröffnet.
- Schlosstheater Schwetzingen von Nicolas de Pigage bis 1753 gebaut (bei Heidelberg; nicht mehr im Originalzustand, aber seit 1954 wieder als Theater genutzt) – Und im Park das 1796 ebenfalls von Pigage gestaltete Freilufttheater, das als räumlich vorhandenen Prospekt Apollon als den Theatergott hervorhebt.
- Schloss Versailles, Königliche Oper im Nordflügel, von Ange-Jacques Gabriel 1769 bis 1770 für 712 Zuschauer vollkommen aus Holz gebautes Theater.
- Théâtre de la Reine (Théâtre de Marie-Antoinette), beim Petit Trianon, Versailles, Frankreich, Architekt: Richard Mique, 1779.